# 渡辺梨加
渡辺 梨加（わたなべ りか、1995年〈平成7年〉5月16日 - ）は、日本のファッションモデルであり、女性アイドルグループ・櫻坂46の元メンバー、『LARME』の元レギュラーモデル、『Ray』の元専属モデルである。茨城県出身。。身長166.5 cm。血液型はO型

## 略歴
1995年5月16日、茨城県で生まれる。20歳の頃、モデルへの憧れもあり「今受けなかったら後悔する」と悩んでいたところ、妹に誘われ、欅坂46の1期生オーディションを受験する。オーディションの2日前までエントリーシートを50社ほど提出し、月曜日から金曜日までSPI総合検査や面接試験などの様々な会社の採用試験を受験していたが、面接試験が苦手で全社落選した。親はアイドルになることに反対していたが、最終審査の前日から応援するようになった。
2015年8月21日、欅坂46の1期生オーディションに合格。オーディションでは中島みゆきの「糸」を歌った。
2016年3月、女子短期大学を卒業。卒業所要単位はギリギリ、卒業論文のテーマは「晩婚化」だった。2016年7月28日、『週刊ヤングジャンプ』（集英社）のフォトストーリー「家に遊びに来たクラスメイトと二人だけで過ごす夏の日の午後」で初グラビア。
2017年7月15日、『LARME』（LARME）のレギュラーモデルに起用される。同年11月17日、『LARME』の31号で初の単独表紙を務めた。同年11月22日、『Ray』（主婦の友社）の2018年1月号より専属モデルとなる。同年12月5日、欅坂46メンバー初となる1stソロ写真集『饒舌な眼差し』（集英社）を発売。写真集は週間推定売上約3万4000部を記録し、2017年12月18日付のオリコン週間本ランキングのBOOK総合部門で7位、写真集部門で1位を獲得、初版発行部数は10万部を突破した。
2018年8月23日、『Ray』の同年10月号で初の単独表紙を務めた。
2021年10月22日、3rdシングルの「流れ弾」の活動をもって、グループから卒業することをブログで発表した。同年12月1日、『Ray』専属モデルの卒業も発表した。同月22日発売の2022年2月号で表紙を飾るとともに卒業特集が組まれた。同年12月10日「櫻坂46 1st YEAR ANNIVERSARY LIVE」のコンサートが行われ、同年12月19日、3rdシングル『流れ弾』 発売記念 オンラインミート＆グリート（個別トーク会）で守屋茜と共に卒業した。
卒業後、2022年4月16日・17日に東京都内のブーランジェリー「メゾン ランドゥメンヌ」で自ら監修したブリオッシュのお渡しとファンと会話をするイベントを開催。ファンと直接交流をする場は欅坂46時代の2019年7月以来となる。パンが好きでパンに関わることをしたいという気持ちから、パリや東京に店舗を持つ同店の協力を得てオリジナルのパン作りが実現した。今後は「とことん好きと思えることを中心に活動していく」意向。同年6月24日から7月6日にはWONDER PHOTO SHOPのWALL DECORにて写真展を開催。会場限定でフォトブック『Princess days』を販売した。
2023年8月、目標の一つとして持ち続けていた半年間のロンドン留学を行い語学や文化を学んだ。渡辺曰く旅行ではなく留学にこだわったのは「日常の生活のなかでロンドンで暮らす人々の空気を感じたり、語学習得をすることで可能性を広げ、新しい自分に出会えると思ったから」とのこと。同年9月にはレディースブランド「Noela（ノエラ）」とコラボレーションを行った。
2024年8月、今度はレディースブランド「AnMILLE （アンミール）」ともコラボレーションを行った。
2025年3月26日、ロンドン留学での日々の記録を写真集としてまとめた「MY LOVELY DAYS IN LONDON」を発売。写真集のディレクションとして渡辺の妹も参加している。

## 人物
愛称は、べりか、べりちゃん、ぺりちゃん、ぺーちゃん、べり、ベリー、ペンちゃん、りかちゃん。学校の友達からは「梨加ちゃん」と呼ばれていた。兄と妹がいる。
キャッチコピーは「君のハートにレボリューション」。チャームポイントは細くて長い指。
宝物は、高校の修学旅行の際に沖縄美ら海水族館で購入した「アオコ」という名のジンベエザメのぬいぐるみ。テレビを視聴する際、枕にできるという理由からメンバーの部屋を訪れるときは常に持ち歩いているが、忘れて帰ることが多い。忘れ物の常習犯。
非常に訥弁な人物で、2018年3月31日に「第26回 マイナビ presents TOKYO GIRLS COLLECTION by girlswalker.com 2018 SPRING/SUMMER」に出演した際のステージ裏インタビューでは、記者の質問にほとんど応じず愛想笑いを終始浮かべていた。

### 嗜好
好きな食べ物はパン、チョコレート、肉、芋、カレー。嫌いな食べ物は魚類、トマト。
好きなテレビ番組は『ヒルナンデス!』（日本テレビ）、『アメトーーク!』（テレビ朝日）、『ロンドンハーツ』（テレビ朝日）、『世界の果てまでイッテQ!』（日本テレビ）。『ヒルナンデス!』は特に火曜日を観ている。好きな芸人は小宮浩信（三四郎）、渡部建（アンジャッシュ）、いとうあさこ、ゴー☆ジャス。ティモンディ
好きな映画は『塔の上のラプンツェル』など、ディズニー映画。朝にディズニー映画を観てから仕事に行く日もある。好きな漫画は『ギャグマンガ日和』。好きな季節は秋、冬。好きな数字は7。好きなスポーツはスノーボード。好きな団子はみたらし団子。好きな花は白い花、かすみ草。好きなファッションは白い服、スカート、ニット。好きな男性のタイプは一緒にいて落ち着く人、優しい人。
憧れのモデルは白石麻衣。尊敬する人物は新垣結衣。

### 趣味
趣味は猫カフェ、買物、睡眠、美味しいものを調べて食べに行くこと。木曜日はカレーを食べると決めている。
猫カフェに通っていた経験があり、犬よりも猫派。渡辺家の飼い猫・ペー太（ぺーちゃん）は「ゴハァ〜ン」と鳴く。猫の名は兄が名づけた。

### 特技
特技は書道、ピアノ、猫とひよこの物真似、お笑い芸人・ゴー☆ジャスの「レボ☆リューション!」という決め台詞の物真似。
ピアノは習い事として、幼少期から始め、小学校から中学校にかけて学校の合唱会や卒業式などで披露した経験がある。2017年時点、ギターも弾きたいと考えている。

### 櫻坂46（欅坂46）
欅坂46では長沢菜々香、長濱ねる、渡辺梨加で「ほとけーず」という自主的なユニットを結成している。欅坂46で仲のよいメンバーは長沢菜々香、守屋茜。頼りがいのあるメンバーは齋藤冬優花、守屋茜。落ち着く部屋は織田奈那の部屋。生まれ変わるなら平手友梨奈。
同学年で共にメンバー最年長だった菅井友香は川島明 そもそもの話にゲスト出演した際に梨加について「もう一人の最年長の子はポアポアしてたから私がキャプテンになった。」と話している・
欅坂46で好きな曲は「サイレントマジョリティー」、「手を繋いで帰ろうか」、「青空が違う」。
『欅って、書けない?』（テレビ東京）の年末恒例企画 2019年大清算スペシャルの回でブログの最後の更新が2019年1月1日を最後に約1年間放置していたことが発覚した。
『そこ曲がったら、櫻坂?』（テレビ東京）の第1回学力テストで、ペーパーテスト下位5人の早押しクイズで守屋麗奈との対決に負け『櫻坂46初代おバカ女王』になった。

## 作品

### シングル
欅坂46
- サイレントマジョリティー（2016年4月6日、SRCL-9035/41） - EAN 4988009125916。
- 手を繋いで帰ろうか（2016年4月6日、SRCL-9035/41） - EAN 4988009125930。
- 乗り遅れたバス（2016年4月6日、SRCL-9039/40） - EAN 4988009125930。
- キミガイナイ（2016年4月6日、 SRCL-9041） - EAN 4988009125954。
- 世界には愛しかない（2016年8月10日、SRCL-9147/53） - EAN 4988009130835。
- 語るなら未来を…（2016年8月10日、SRCL-9147/52） - EAN 4988009130835。
- 青空が違う（2016年8月10日、SRCL-9151/2） - EAN 4988009130835。
- 二人セゾン（2016年11月30日、SRCL-9267/73） - EAN 4547366279375。
- 大人は信じてくれない（2016年11月30日、SRCL-9267/73） - EAN 4547366279375。
- 制服と太陽（2016年11月30日、SRCL-9267/73） - EAN 4547366279375。
- 僕たちの戦争（2016年11月30日、SRCL-9271/2） - EAN 4547366279399。
- 不協和音（2017年4月5日、SRCL-9394/402） - EAN 4547366301250。
- W-KEYAKIZAKAの詩（2017年4月5日、SRCL-9394/402） - EAN 4547366301274。
- 割れたスマホ（2017年4月5日、SRCL-9398/9） - EAN 4547366301274。
- エキセントリック（2017年4月5日、SRCL-9402） - EAN 4547366301298。
- 風に吹かれても（2017年10月25日、SRCL-9581/9） - EAN 4547366331639。
- 避雷針（2017年10月25日、SRCL9585/6） - EAN 4547366331653。
- 波打ち際を走らないか?（2017年10月25日、SRCL9587/8） - EAN 4547366331660。
- ガラスを割れ!（2018年3月7日、SRCL-9736/44） - EAN 4547366350272。
- もう森へ帰ろうか?（2018年3月7日、SRCL-9736/44） - EAN 4547366350265。
- アンビバレント（2018年8月15日、SRCL-9922/30） - EAN 4547366371079。
- Student Dance（2018年8月15日、SRCL-9922/30） - EAN 4547366371079。
- I'm out（2018年8月15日、SRCL-9922/3） - EAN 4547366371079。
- 黒い羊（2019年2月27日、SRCL-9983/91） - EAN 4547366383355。
- Nobody（2019年2月27日、SRCL-9983/4） - EAN 4547366383317。
- ごめんね クリスマス（2019年2月27日、SRCL-9989/90） - EAN 4547366383348。
- 誰がその鐘を鳴らすのか?（2020年8月21日）[55]

櫻坂46
- なぜ 恋をして来なかったんだろう?（2020年12月9日、SRCL-11620/8） - EAN 4547366481594。
- Plastic regret（2020年12月9日、SRCL-11622/3） - EAN 4547366481600。
- BAN（2021年4月14日、SRCL-11748/56） - EAN 4547366498608。
- 君と僕と洗濯物（2021年4月14日、SRCL-11750/1） - EAN 4547366498615。
- 櫻坂の詩（2021年4月14日、SRCL-11756） - EAN 4547366498646。
- 流れ弾（2021年10月13日、SRCL-11920/8） - EAN 4547366524567。
- Dead end（2021年10月13日、SRCL-11920/8） - EAN 4547366524567。
- 無言の宇宙（2021年10月13日、SRCL-11926/7） - EAN 4547366524598。
- 美しきNervous（2021年10月13日、SRCL-11928） - EAN 4547366524604。

坂道AKB
- 誰のことを一番 愛してる?（2017年3月15日、KIZM-90481/2） - EAN 4988003500702。

### アルバム
欅坂46
- 真っ白なものは汚したくなる（2017年7月19日、SRCL-9482/8） - EAN 4547366318470。
- 永遠より長い一瞬 〜あの頃、確かに存在した私たち〜（2020年10月7日、SRCL-11510/6） - EAN 4547366450224。

### 映像作品
- 渡辺梨加（2016年4月6日） - EAN 4988009125916。
- 渡辺梨加（2016年8月10日） - EAN 4988009130835。
- 渡辺梨加（2016年11月30日） - EAN 4547366279375。
- KEYABINGO!（2017年1月27日） - EAN 4988021715010。
- 渡辺梨加（2017年4月5日） - EAN 4547366301267。
- 徳山大五郎を誰が殺したか?（2017年6月7日） - EAN 4517331036388。
- グループ発展祈願の旅 〜栃木編〜（2017年10月25日） - EAN 4547366331639。
- 残酷な観客達（2017年11月29日） - EAN 4988021715553。
- KEYABINGO!2（2017年12月22日） - EAN 4988021715522。
- 渡辺梨加 自撮りTV（2018年3月7日） - EAN 4547366350272。
- KEYABINGO!3（2018年6月29日） - EAN 4988021715874。
- 渡辺梨加×井口眞緒（2018年8月15日） - EAN 4547366371079。
- 欅共和国2017（2018年9月26日） - EAN 4547366376791。
- 欅坂46 特典映像「KEYAKI HOUSE」（2019年2月27日） - EAN 4547366383317。
- 欅共和国2018（2019年8月14日） - EAN 4547366417258。
- 欅坂46 LIVE at 東京ドーム 〜ARENA TOUR 2019 FINAL〜（2020年1月29日）- EAN 4547366438758。
- 欅共和国2019（2020年8月12日） - EAN 4547366462937。
- 欅坂46 ANNIVERSARY LIVE Director's Cut Collection（2020年10月7日） - EAN 4547366450224。
- 欅坂46 ARENA TOUR Director's Cut Collection（2020年10月7日） - EAN 4547366450231。
- KEYAKIZAKA46 Live Online, but with YOU!（2020年12月9日）- EAN 4547366481594, EAN 4547366481600。
- 僕たちの嘘と真実 Documentary of 欅坂46（2021年2月3日） - EAN 4988104127983。
- 欅坂46 THE LAST LIVE（2021年3月24日） - EAN 4547366496833。
- 櫻坂46 デビューカウントダウンライブ!!（2021年4月14日） - EAN 4547366498608。
- Making of デビューカウントダウンライブ!!（2021年4月14日） - EAN 4547366498615。
- 齋藤冬優花×渡辺梨加 SAKURA BANASHI 〜いま、話したいこと〜（2021年4月14日） - EAN 4547366498615。
- Sakurazaka46 BACKS LIVE!! 〜Center Performance Collections〜（2021年10月13日） - EAN 4547366524567, EAN 4547366524574, EAN 4547366524581, EAN 4547366524598。
- 渡辺梨加×渡邉理佐×増本綺良 SAKURA MEGURI（2021年10月13日） - EAN 4547366524567。
- Sakurazaka46 1st TOUR 2021 FINAL at さいたまスーパーアリーナ（2022年8月3日） - EAN 4547366567960。
- W-KEYAKI FES. 2021 -DAY1- at 富士急ハイランド コニファーフォレスト（2022年8月3日） - EAN 4547366567977。

## 出演

### テレビドラマ
- 徳山大五郎を誰が殺したか?（2016年7月17日 - 10月2日、テレビ東京） - 渡辺梨加 役[56]。
- 残酷な観客達（2017年5月18日 - 7月20日、日本テレビ） - 若本杏奈 役[57]。
- デザイナー 渋井直人の休日 第11話（2019年3月29日、テレビ東京） - 本人 役[58]。

### 舞台
- ザンビ〜Theater's end〜（2019年2月7日 - 17日、天王洲 銀河劇場） - 槻子 役（TEAM "GREEN"）[59]。

### ゲーム
- ザンビ THE GAME（2019年5月15日 - 、gumi） - 槻子 役[60]。

### ネット配信
- 欅坂46・渡辺梨加1st写真集発売記念「饒舌って、書けない?」（2017年12月7日、SHOWROOM）[61]

### イベント
- GirlsAward
  - GirlsAward 2017 SPRING/SUMMER（2017年5月3日、国立代々木競技場第一体育館）[62]
  - GirlsAward 2017 AUTUMN/WINTER（2017年9月16日、幕張メッセ）[63]
  - GirlsAward 2018 SPRING/SUMMER（2018年5月19日、幕張メッセ）[64]
  - GirlsAward 2018 AUTUMN/WINTER（2018年9月16日、幕張メッセ） - R4G[65]。
  - Rakuten GirlsAward 2019 SPRING/SUMMER（2019年5月18日、幕張メッセ） - because[66]。
  - Rakuten GirlsAward 2019 AUTUMN/WINTER（2019年9月28日、幕張メッセ） - one spo[67]。
- 東京ガールズコレクション
  - 第25回 東京ガールズコレクション 2017 AUTUMN/WINTER（2017年9月2日、さいたまスーパーアリーナ）[68]
  - TGC KITAKYUSHU 2017 by TOKYO GIRLS COLLECTION（2017年10月21日、西日本総合展示場新館）[69]
  - TGC HIROSHIMA 2017 by TOKYO GIRLS COLLECTION（2017年12月9日、広島グリーンアリーナ） - ゲストモデル[70]。
  - マイナビ presents 第26回 東京ガールズコレクション 2018 SPRING/SUMMER（2018年3月31日、横浜アリーナ）[71]
  - takagi presents TGC KITAKYUSHU 2018 by TOKYO GIRLS COLLECTION（2018年10月6日、西日本総合展示場新館） - WEGO[72]。
  - TGC SHIZUOKA 2019 for SDGs by TOKYO GIRLS COLLECTION（2019年1月12日、ツインメッセ静岡） - WEGO[73]。
  - マイナビ presents 第28回 東京ガールズコレクション 2019 SPRING/SUMMER（2019年3月30日、横浜アリーナ） - REDYAZEL[74]。
  - TGC KUMAMOTO 2019 by TOKYO GIRLS COLLECTION（2019年4月20日、グランメッセ熊本） - REDYAZEL[75]。
  - マイナビ presents 第29回 東京ガールズコレクション2019 AUTUMN/WINTER（2019年9月7日、さいたまスーパーアリーナ） - 17kg[76]。
  - 第30回 マイナビ 東京ガールズコレクション 2020 SPRING/SUMMER（2020年2月29日、国立代々木競技場第一体育館）[77]
  - 第31回 マイナビ 東京ガールズコレクション 2020 AUTUMN/WINTER ONLINE（2020年9月5日、LINE）[78]
  - 第32回 マイナビ 東京ガールズコレクション 2021 SPRING/SUMMER（2021年2月28日、国立代々木競技場第一体育館）[79]
  - 第33回 マイナビ 東京ガールズコレクション 2021 AUTUMN/WINTER（2021年9月4日、さいたまスーパーアリーナ）- rienda[80]、AEON CARDステージ[81]。
- Ray創刊30周年記念イベント『女の子だけのRay学園祭、夢が叶う♡女子力UPフェス』（2018年9月20日、新宿ルミネゼロ）[82]
- 写真展（2022年6月24日 - 7月6日、WONDER PHOTO SHOPのWALL DECOR）[23]

## 書籍

### 写真集
- 饒舌な眼差し（2017年12月5日、集英社）[83]
- Princess days（2022年6月24日、 LARME監修）[23]
- MY LOVELY DAYS IN LONDON（2025年3月26日、撮影：ローレンス・ランドール）[84]

### 雑誌連載
- LARME（2017年7月15日 - 、徳間書店） - レギュラーモデル[3]。
  - ぺーのアタマノナカ（2018年7月17日 - ）[85]
- Ray（2017年11月22日 - 2021年12月31日、主婦の友社） - 専属モデル[4]。
  - ぺーちゃんWonderland♡（2019年7月23日 -2021年12月日 ）[86]

### 漫画
- 週刊ヤングジャンプ「ぺーちゃん、写真集出すってよ」（2017年11月30日、集英社、作画・大竹利朋）[87]